# 东爪哇国
东爪哇国是1948年荷兰在印度尼西亚爪哇岛上建立的一个政治实体。随后，它成为印度尼西亚联邦共和国的一部分，但于1950年3月9日并入印度尼西亚共和国。